# Mauritia (botanica)
Mauritia L.f., 1782 è un genere di piante della famiglia delle Arecacee.

## Tassonomia
Comprende le seguenti specie:
- Mauritia carana Wallace ex Archer
- Mauritia flexuosa L.f.